# Xã Antelope Valley, Quận Deuel, South Dakota
Xã Antelope Valley (tiếng Anh: Antelope Valley Township) là một xã thuộc quận Deuel, tiểu bang Nam Dakota, Hoa Kỳ. Năm 2010, dân số của xã này là 25 người.